# L'Afrique des explorateurs : Vers les sources du Nil
Pour les articles homonymes, voir L’Afrique des explorateurs.
L’Afrique des explorateurs : Vers les sources du Nil est une monographie illustrée sur l’histoire de l’exploration européenne de l’Afrique, écrite par l’africaniste et l’historienne française Anne Hugon, et parue chez Gallimard, en 1991. Cet ouvrage est le 117e titre dans la collection « Découvertes Gallimard », et a été adapté en un film documentaire sous le titre Le Mystère des sources du Nil.
Une suite, Vers Tombouctou : L’Afrique des explorateurs II, est parue en 1994, comme le 216e titre des « Découvertes ». Ensemble, ils forment une « mini-série » — L’Afrique des explorateurs — dans la collection.

## Introduction

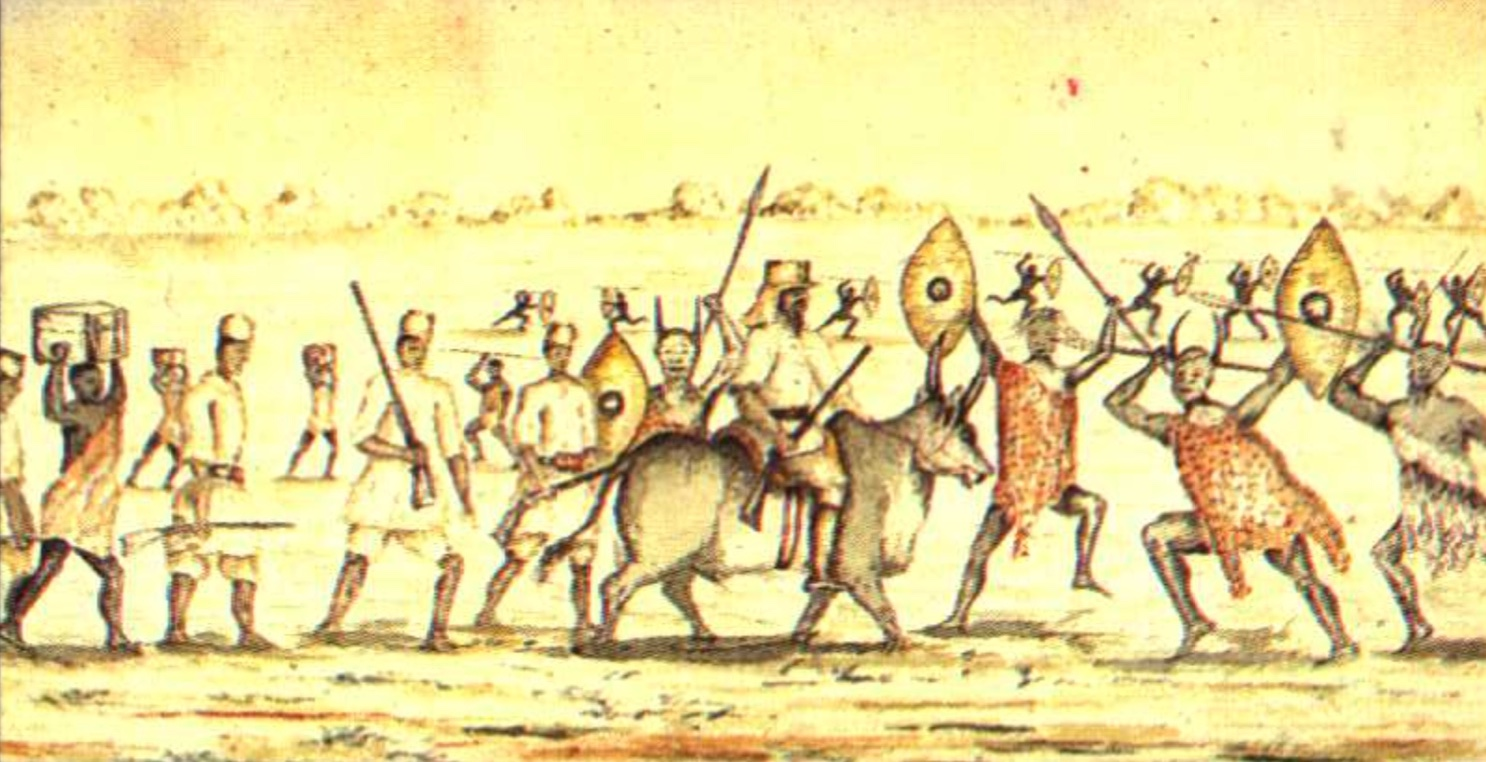
Le départ de Mrooli pour le lac de Samuel Baker, XIXe siècle. Aquarelle reproduite sur la quatrième de couverture.

Cet ouvrage en format poche (125 × 178 mm) fait partie de la série Histoire (anciennement appartenant à la série Invention du monde) dans la collection « Découvertes Gallimard ». Selon la tradition des « Découvertes », cette collection repose sur une abondante documentation iconographique et une manière de faire dialoguer l’iconographie documentaire et le texte, enrichie par une impression sur papier couché ; autrement dit, « de véritables monographies, éditées comme des livres d’art ». C’est presque comme un « roman graphique », rempli de planches en couleurs.
Ici l’autrice examine le monde des explorateurs, tels que Burton, Speke, Grant, Baker, Stanley, Livingstone, mais également Brazza et Marchand — traite de leur équipement, des hommes qui les ont accompagnés, de la logistique du voyage, ainsi que de l’endroit où ils sont allés et pourquoi. L’accent principal, comme le titre l’indique, est sur les explorations du Nil et du Congo et sur Livingstone; il n’a donc rien sur l’Afrique de l’Ouest, bien que Mary Kingsley fasse une apparition. Cependant, dans la suite Vers Tombouctou : L’Afrique des explorateurs II, l’Afrique de l’Ouest est le point focal.

## Accueil
Le site Babelio confère au livre une note moyenne de 4 sur 5, sur la base de 9 notes. Sur le site Goodreads, l’édition américaine obtient une moyenne de 3,64/5 basée sur 11 notes, et l’édition britannique 3,60/5 basée sur 5 notes, indiquant des avis généralement positifs.
Dans sa critique du livre pour l’Africa (en) (vol. 64), la revue de l’Institut africain international, le professeur Murray Last écrit : « Malgré son petit format, le livre se distingue par le grand nombre d’illustrations en couleur tirées de revues du XIXe siècle et d’autres sources; la qualité de la couleur est remarquable. […] J’ai trouvé le texte beaucoup plus intéressant; il n’est ni trop impressionné par les voyageurs ni par la démystification de toute l’entreprise d’exploration qui, avec son intérêt pour les cartes, la science et la topographie, contraste avec le commerce et les commerçants. Il est peut-être dommage que le contraste ne soit plus fait; dommage aussi qu’une comparaison ne soit pas faite avec la pratique caravanière préexistante des commerçants arabes. Mais dans un format aussi petit et compact, le texte rivalise avec l’illustration. En l’état, ce petit volume constitue une introduction intrigante et non conventionnelle à un épisode important aussi bien dans l’histoire culturelle européenne et africaine. »

## Adaptation documentaire
En 2003, en coproduction avec La Sept-Arte et La Compagnie des taxi-brousse, en collaboration avec Éditions Gallimard, réalisé l’adaptation de L’Afrique des explorateurs : Vers les sources du Nil sous le titre Le Mystère des sources du Nil, dirigée par Stéphane Bégoin, et diffusé sur Arte dans la case « L’Aventure humaine »,.

### Fiche technique
- Titre : Le Mystère des sources du Nil
- Titre allemand : Das Geheimnis der Nilquellen[10]
- Réalisation : Stéphane Bégoin
- Image : José Gérel
- Son : Maurice Ribière
- Montage : Stéphane Bégoin
- Montage son : Nicolas Guérin
- Documentaliste : Valérie Combard
- Stagiaire à la réalisation : Nunzia Passacantando
- Graphisme : Mikaël Lubtchansky
- Colorisation : Marion Tivital
- Textes dits par : Séverine Lathuillière, Jacques-Henri Fabre, Vincent Grass, José Lucciani et Serge Marquant[11]
- Musique originale : Arnaud de Boisfleury et Bernard Becker
- Mixage : François Devin et Romaric Normand
- Sociétés de production : La Sept-Arte, La Compagnie des taxi-brousse et Éditions Gallimard
- Pays d’origine :  France
- Langue : français, doublage en allemand
- Durée : 52 minutes
- Date de sortie : 2003 sur Arte

## Éditions internationales
| Titre                                                   | Traduction littérale                                                     | Langue               | Pays                         | Collection (numéro dans la collection)              | Éditeur                                  | Traducteur          | Année de première parution | ISBN                 |
| ------------------------------------------------------- | ------------------------------------------------------------------------ | -------------------- | ---------------------------- | --------------------------------------------------- | ---------------------------------------- | ------------------- | -------------------------- | -------------------- |
| L’Afrique des explorateurs : Vers les sources du Nil    | –                                                                        | Français de France   | France                       | Découvertes Gallimard (no 117)                      | Éditions Gallimard                       | –                   | 1991                       | (ISBN 9782070531301) |
| The Exploration of Africa: From Cairo to the Cape       | « L’exploration de l’Afrique : du Caire au Cap »                         | Anglais britannique  | Royaume-Uni                  | New Horizons (sans numéro)                          | Thames & Hudson                          | Alexandra Campbell  | 1993                       | (ISBN 9780500300275) |
| The Exploration of Africa: From Cairo to the Cape       | « L’exploration de l’Afrique : du Caire au Cap »                         | Anglais américain    | États-Unis                   | Abrams Discoveries (sans numéro)                    | Harry N. Abrams                          | Alexandra Campbell  | 1993                       | (ISBN 9780810928107) |
| La gran aventura africana, exploradores y colonizadores | « La grande aventure africaine, explorateurs et colonisateurs »          | Espagnol             | Espagne, Amérique hispanique | Biblioteca de bolsillo CLAVES (no 20)               | Ediciones B                              | Carme Vilaseca      | 1999                       | (ISBN 9788440688217) |
| L’Africa: esploratori nel continente nero               | « L’Afrique : explorateurs sur le continent noir »                       | Italien              | Italie                       | Universale Electa/Gallimard (no 43)                 | Electa/Gallimard                         | Giulia Squadroni    | 1993                       | (ISBN 9788844500221) |
| Naar de bronnen van de Nijl                             | « Aux sources du Nil »                                                   | Néerlandais          | Pays-Bas, Belgique           | Fibula Pharos, Standaard Ontdekkingen (sans numéro) | Fibula-Van Dishoek, Standaard Uitgeverij | Hans van Cuylenborg | 1993                       | (ISBN 9789026963575) |
| Auf der Suche nach den Quellen des Nils                 | « À la recherche des sources du Nil »                                    | Allemand             | Allemagne                    | Abenteuer Geschichte (no 40)                        | Ravensburger Buchverlag                  | Ingrid Stübinger    | 1994                       | (ISBN 9783473510405) |
| Исследование Африки: К истокам Нила                     | « L’exploration de l’Afrique : retour à la source du Nil »               | Russe                | Russie                       | Открытие (sans numéro)                              | AST (en)                                 | A. Kitaytseva       | 2006                       | (ISBN 9785170253449) |
| アフリカ大陸探検史                                      | « L’histoire de l’exploration du continent africain »                    | Japonais             | Japon                        | 知の再発見 (no 29)                                  | Sōgensha (ja)                            | Yū Takano           | 1993                       | (ISBN 9784422210797) |
| 非洲探險：黑色大陸的秘密                                | « L’aventure d’Afrique : les secrets du continent noir »                 | Chinois traditionnel | Taïwan                       | 發現之旅 (no 32)                                    | China Times Publishing (zh)              | Wenrong Wang        | 1996                       | (ISBN 9789571320557) |
| 非洲探险：黑色大陆的秘密                                | « L’aventure d’Afrique : les secrets du continent noir »                 | Chinois simplifié    | Chine                        | 发现之旅 (no 32)                                    | Shanghai Bookstore Publishing House      | Wenrong Wang        | 1999                       | (ISBN 9787806226186) |
| 아프리카 탐험: 나일강의 수원을 찾아서                   | « L’expédition de l’Afrique : à la recherche de la source d’eau du Nil » | Coréen               | Corée du Sud                 | 시공 디스커버리 (no 15)                             | Sigongsa (en)                            | Yang-hwan Han       | 1995                       | (ISBN 9788972592396) |